# Pseudogrammina
Pseudogrammina is een geslacht van vliesvleugeligen uit de familie Trichogrammatidae. De wetenschappelijke naam van dit geslacht is voor het eerst geldig gepubliceerd in 1946 door Ghesquière.

## Soorten
Het geslacht Pseudogrammina is monotypisch en omvat slechts de volgende soort:
- Pseudogrammina fasciatipenne (Girault, 1912)